# المظهر الرياضي الزائف
المظهر الرياضي الزائف هو علامة طبية تعني أن يكون للشخص مظهر مزيف كرياضي مدرب جيدًا بسبب مرضي وليس مظهر رياضي حقيقي. ويشار إليه أيضًا بالمظهر الهرقلي أو مظهر لاعب كمال الأجسام. قد تكون هذه المظاهر نتيجة لالتهاب العضلات (تورم)، أو فرط تنسج العضلات أو تضخمها، أو تضخم كاذب في العضلات (تسلل الدهون أو الأنسجة الأخرى)، أو رواسب متناظرة تحت طبقة الجلد (تحت الجلد) من الدهون أو الأنسجة الأخرى.
قد تبقى الآلية الناتجة عن هذه العلامة ثابتة أو قد تتغير، بينما تبقى العلامة نفسها. على سبيل المثال، قد يبدأ بعض الأفراد المصابين بالحثل العضلي لدوشيني وبيكر بتضخم عضلي حقيقي، ولكن يتطور لاحقًا إلى تضخم كاذب.